# Keiji Takachi
Keiji Takachi (født 23. april 1980) er en japansk fodboldspiller.
Han har spillet for flere forskellige klubber i sin karriere, herunder Tokyo Verdy, FC Ryukyu, Sagan Tosu, Yokohama FC og FC Gifu.